# Katarina Witt
Katarina Witt (West Staaken (Berlin), 3. prosinca 1965.) je njemačka klizačica na ledu, dvostruka osvajačica zlatne medalje na Zimskim olimpijskim igrama.
Svoje dvije olimpijske medalje Katarina Witt je osvojila pod zastavom Istočne Njemačke. Dominirala je ženskim umjetničkim klizanjem 1980-tih godina kada je osim dva olimpijska naslova četiri puta bila svjetska, te šest puta europska prvakinja. Ti je rezultati svrstavaju u najuspješnije klizačice na ledu svih vremena.
Nakon natjecateljske karijere profesionalno se bavi nastupima na klizačkim revijama. Nakratko se vratila natjecateljskom klizanju da bi nastupala za tada ujedinjenu Njemačku na Zimskim olimpijskim igrama 1994. godine, ali tada već na zalazu karijere osvaja sedmo mjesto.
Osim po neprijepornim tehničkim i kondicijskim sposobnostima Witt je bila poznata i zbog izražajnih nastupa i odijevanja, kojima je često namjerno isticala svoju prirodnu gracioznost i seksipil. Uvijek u centru pažnje medija, ostvarila je i nekoliko manjih filmskih uloga, te nastupa u televizijskim emisijama.